# Шовлен, Жан
Жан Шовле́н (фр. Jean Chauvelin, р. 1934) — французский коллекционер, независимый эксперт, в прошлом галерист.

## Биография
Жан Шовлен родился в 1934 году в сельской местности во Франции. Отец — коммунист.
По первой профессии — танцовщик. Общался с русскими балетными танцорами, через которых познакомился и затем дружил с секретарём Сергея Дягилева Борисом Кохно. Кохно, в свою очередь, ввёл Шовлена в круг русских художников.
В 1968 году открыл собственную галерею, в которой выставил работы Юрия Анненкова, Бориса Григорьева, Владимира Баранова-Россине и рисунки Казимира Малевича.
В 1972 году провёл в своей галерее ретроспективу работ Александры Экстер, каталог которой подготовил Андрей Наков.
В начале 1980-х годов закрыл галерею и стал заниматься независимой экспертизой. При этом Шовлен не имеет аккредитации при французской таможне или при кассационном суде, подтверждающих во Франции компетентность эксперта.
В 2003 году опубликовал монографию об Александре Экстер (совместно с Надей Филатовой, Джоном Эллисом Боултом и Дмитрием Горбачёвым).